# Invictus Games (zawody)

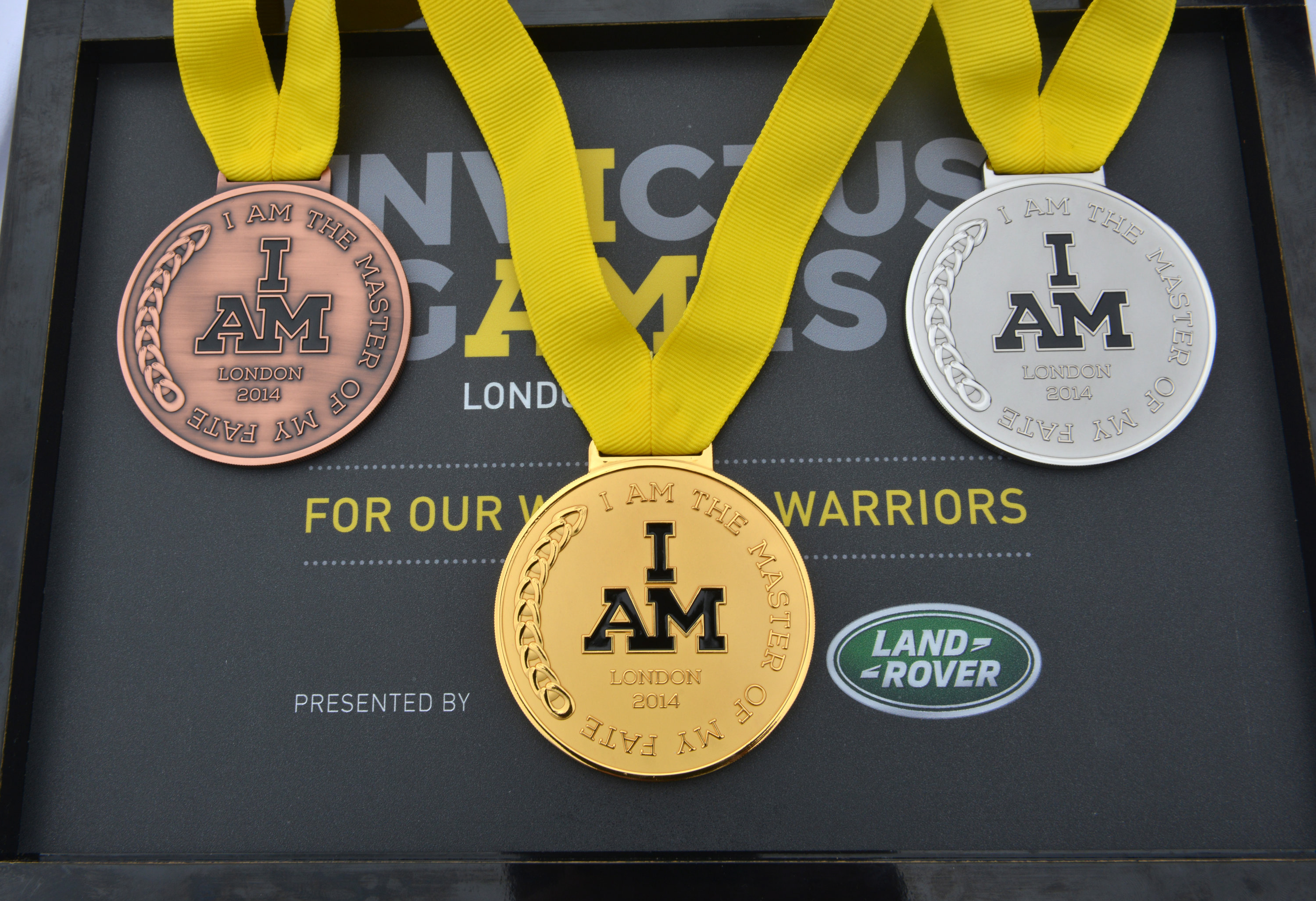
Medale z Igrzysk Invictus Games 2014 w Londynie

Igrzyska Niezwyciężonych (ang. Invictus Games) – międzynarodowe wielodyscyplinarne zawody sportowe stworzone przez brytyjskiego księcia Henryka, skierowane do żołnierzy i weteranów wojennych rannych w misjach w kraju i poza granicami. Dyscypliny sportowe, w jakich można wziąć udział, to: koszykówka na wózkach, siatkówka na siedząco oraz ergometr wioślarski.
Nazwa wydarzenia pochodzi od łacińskiego słowa invictus, które oznacza „niepokonany”. Inspiracją do zorganizowania igrzysk był amerykański turniej Warrior Games.
Pierwsze igrzyska miały miejsce we wrześniu 2014 w Londyńskim Parku Olimpijskim Królowej Elżbiety. W ceremonii otwarcia wzięli udział: książę Henryk, premier David Cameron, książę Karol wraz z żoną Kamilą, książę Wilhelm oraz Fryderyk, książę koronny Danii. Podczas ceremonii została wyemitowana wiadomość od Pierwszej Damy Stanów Zjednoczonych Michelle Obamy.
Druga edycja igrzysk odbyła się 8 maja 2016 na Florydzie. Na ceremonii pojawił się książę Henryk, pierwsza dama Stanów Zjednoczonych Michelle Obama, były prezydent Stanów Zjednoczonych George W. Bush i wielu innych dyplomatów. Prezydent Barack Obama oraz Królowa Elżbieta II pomogli stworzyć klip promocyjny dla tego wydarzenia. W 2017 wydarzenie odbyło się w Toronto w Kanadzie (podczas wydarzenia na publiczności pojawiła się m.in. żona księcia Henryka – Meghan), a w 2018 – w Australii.
Oficjalny hymn igrzysk stworzył i nagrał zespół Coldplay.

## Inauguracja
Zainspirowany amerykańskimi zawodami sportowymi dla weteranów – Warrior Games – zorganizowanymi w Kolorado w 2013, książę Henryk zapragnął wprowadzić podobne wydarzenie w Wielkiej Brytanii. Dzięki poparciu burmistrza Londynu Borisa Johnsona, Londyńskiego Komitetu Organizacyjnego Igrzysk Olimpijskich i Paraolimpijskich oraz Ministerstwa Obrony, impreza została zorganizowana w ciągu 10 miesięcy. Fundacja Królewska, organizacja charytatywna założona przez księcia Henryka wraz z księciem i księżną Cambridge, wpłaciła 1 mln funtów na sfinansowanie projektu. Taka sama suma została zadeklarowana przez kanclerza George’a Osborne’a z funduszy skarbowych generowanych przez grzywny nałożone na banki w wyniku afery LIBOR. Zawody sponsorował także koncern Jaguar Land Rover.
Pierwsza edycja wydarzenia rozpoczęła się 6 marca 2014 w hali sportowej Copper Box w Londynie, gdzie dwa lata wcześniej odbyły się Igrzyska Olimpijskie. Podczas przemowy inauguracyjnej książę Henryk stwierdził, że Invictus Games „odzwierciedli siłę sportu, która ma wpływ na szybszy powrót do zdrowia” oraz „pokaże, że życie jest możliwe pomimo niepełnosprawności”. Zapewnił również, że długoterminowym celem Invictus Games jest „zapewnienie, że poszkodowani weterani nie zostaną zapomnieni nawet po wycofaniu się wojsk brytyjskich z udziału w wojnie w Afganistanie”.

## Miasta gospodarze
| Rok  | Miasto     | Państwo           | Miejsce                      | Kraje uczestniczące | Ceremonia otwarcia | Ceremonia zamknięcia |
| ---- | ---------- | ----------------- | ---------------------------- | ------------------- | ------------------ | -------------------- |
| 2014 | Londyn     | Wielka Brytania   | Queen Elizabeth Olympic Park | 14                  | 10 września        | 14 września          |
| 2016 | Orlando    | Stany Zjednoczone | ESPN Wide World of Sports    | 15                  | 8 maja             | 12 maja              |
| 2017 | Toronto    | Kanada            | Air Canada Centre            | 17                  | 23 września        | 30 września          |
| 2018 | Sydney     | Australia         | Sydney Olympic Park          | 18                  | 20 października    | 27 października      |
| 2020 | Haga       | Holandia          | Sportcampus Zuiderpark       | 17                  | 16 kwietnia 2022   | 22 kwietnia 2022     |
| 2023 | Düsseldorf | Niemcy            | Merkur Spiel-Arena           | 22                  | 9 września         | 16 września          |

### Invictus Games Foundation
Organizacja Invictus Games Foundation została założona jako spuścizna po pierwszych w historii igrzyskach Invictus Games. Decyduje ona o przebiegu kolejnych zawodów. Procedura wyboru organizatorów przyszłych igrzysk rozpoczęła się w listopadzie 2014 roku.

### Zarząd
W skład kadry zarządzającej organizacją wchodzą:
- Patron: Jego Wysokość Henryk (książę Sussexu)
- Przewodniczący: Keith Mills

Członkowie zarządu
- David Henson (Kapitan drużyny brytyjskiej podczas Invictus Games w 2014 roku)
- Debbie Jevans (były dyrektor sportowy podczas Letnich Igrzysk Paraolimpijskich 2012 w Londynie; członkini komitetu organizacyjnego igrzysk Invictus Games 2014)
- Edward Lane Fox (osobisty sekretarz księcia Henryka)
- Terry Miller (główny radca prawny londyńskiego komitetu organizacyjnego Letnich Igrzysk Paraolimpijskich; członek komitetu organizacyjnego igrzysk Invictus Games 2014)
- Guy Monson (członek zarządu, The Royal Foundation of The Duke and Duchess of Cambridge and Prince Harry)
- Paddy Nicoll (członek zarządu, HALO Trust; były wojskowy, Row2Recovery, Endeavour Fund and Invictus Games 2014).
- Mary Reilly (również członkini londyńskiego komitetu organizacyjnego Letnich Igrzysk Paraolimpijskich, członkini komitetu organizacyjnego igrzysk Invictus Games 2014)

Kadra:
- Dyrektor Generalny: Dominic Reid (odpowiedzialny za realizację igrzysk Invictus Games 2014 w Londynie)
- Dyrektor Operacyjny: Rose Hall (członek zespołu organizacyjnego igrzysk Invictus Games 2014 w Londynie)

### Ambasador
Lewis Hamilton, czterokrotny mistrz świata Formuły 1, został wyznaczony na pierwszego ambasadora.
- Hamilton odwiedził Tedworth House przed ogłoszeniem decyzji.
- 3 lipca 2015 Lewis zaprosił kilku sportowców igrzysk Invictus Games na Grand Prix Wielkiej Brytanii.

## Historia

### 2014 Invictus Games

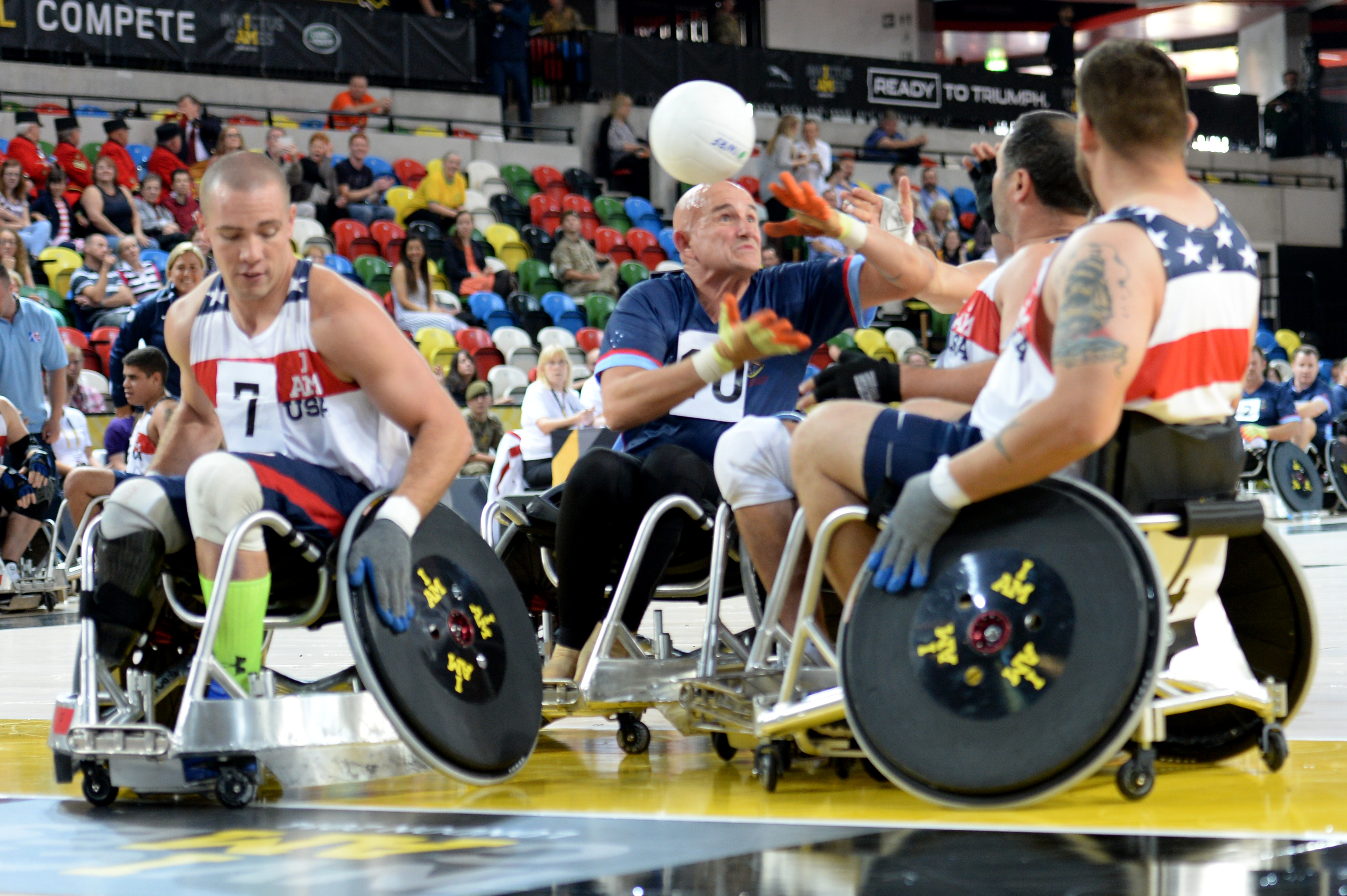
Mecz rugby na wózkach między Stanami Zjednoczonymi a Australią; Igrzyska Invictus Games 2014

Pierwsze igrzyska Invictus Games odbyły się w dniach 10-14 września 2014 r. Udział w igrzyskach wzięło około 300 zawodników z 13 krajów, którzy walczyli u boku Wielkiej Brytanii w ostatnich  kampaniach wojennych. Należą do nich: Stany Zjednoczone, Australia, Kanada, Francja Niemcy, Dania, Nowa Zelandia oraz Afganistan. Konkurencyjne imprezy odbyły się w wielu miejscach, używanych podczas Igrzysk Olimpijskich w 2012 roku, w tym Copper Box i Lee Valley Athletics Center. Zawody były transmitowane przez BBC.

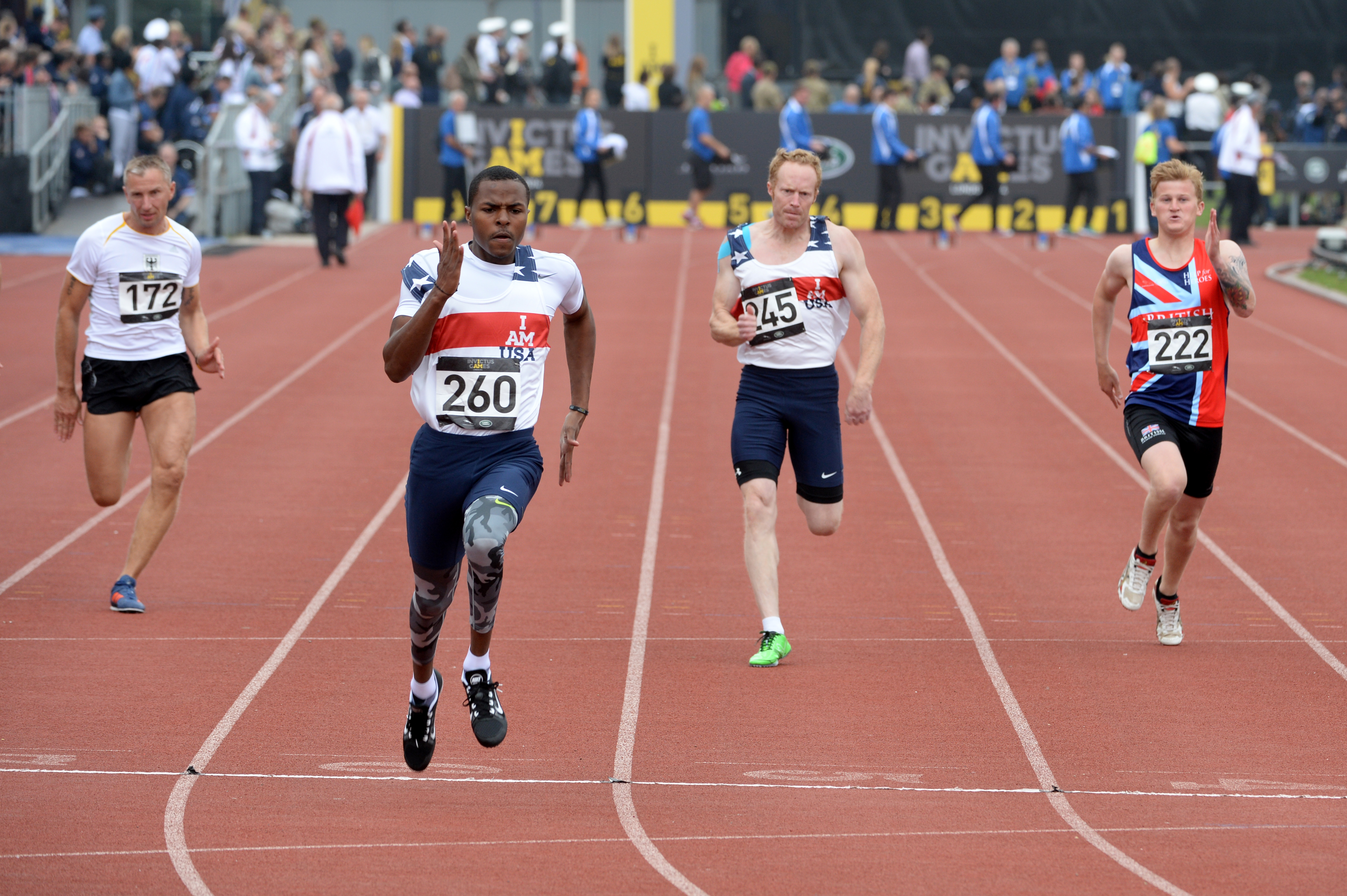
Czwórka biegaczy z Niemiec, Wielkiej Brytanii i Stanów Zjednoczonych w serii eliminacyjnej na 100m podczas Igrzysk Invictus Games 2014

W 2014 roku do udziału w igrzyskach zaproszono 14 krajów: 8 państw europejskich, 2 państwa azjatyckie, 2 kraje Ameryki Północnej oraz 2 z Oceanii. Żadne z państw afrykańskich nie zostało zaproszone do udziału w zawodach. Wystąpiły drużyny z wszystkich zaproszonych przez Koronę krajów, z wyjątkiem Iraku.
Ceremonia zamknięcia, prowadzona przez Clare Balding i Grega Jamesa, była transmitowana na żywo przez BBC Two. Uroczystość prowadzili Nick Grishaw i Fearne Cotton. Na scenie publiczność mogła zobaczyć m.in. Foo Fighters, Kaiser Chiefs, Rizzle Kicks Ryana Adamsa oraz Ellie Goulding.

### 2016 Invictus Games

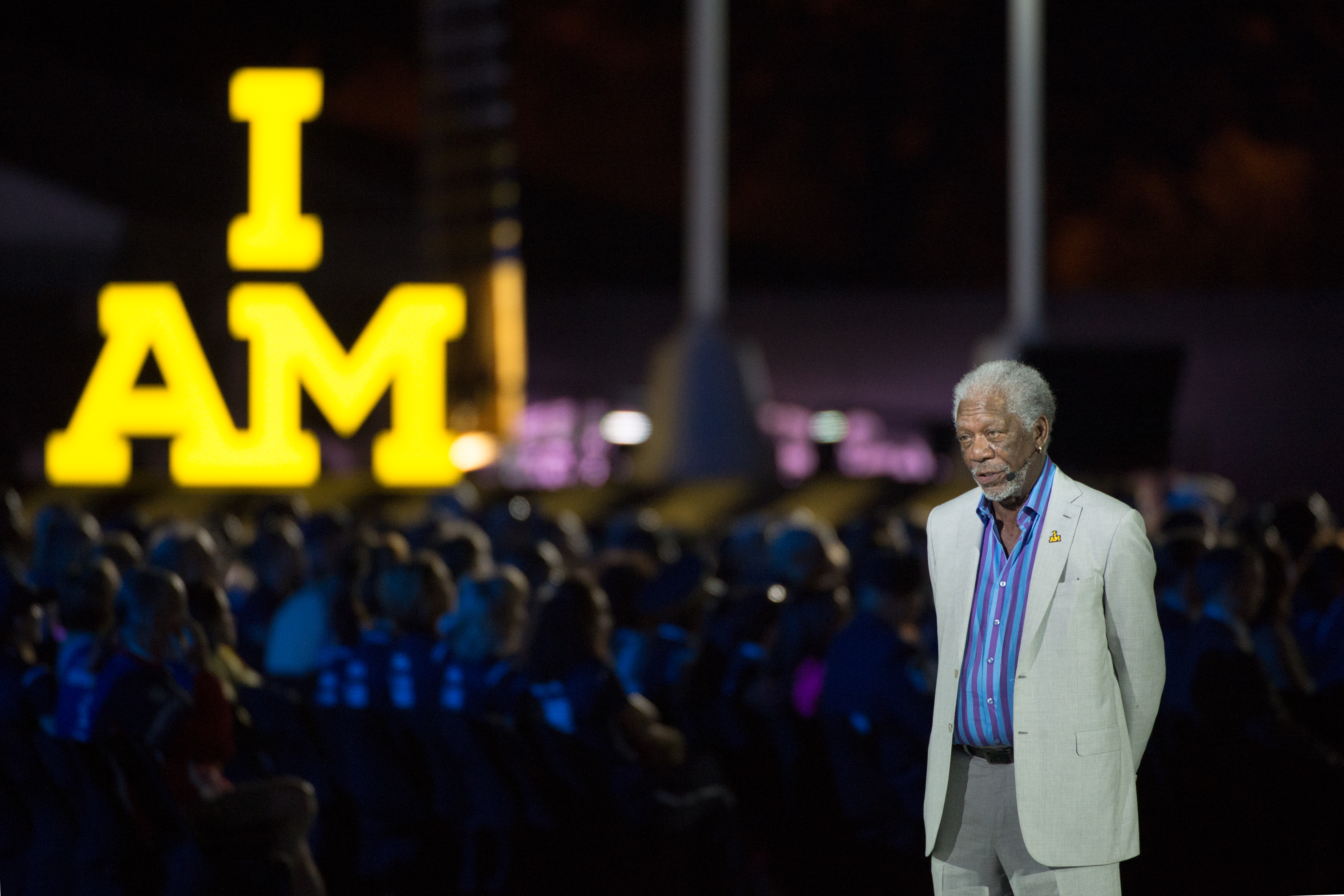
Morgan Freeman, laureat Nagrody Akademii Filmowej, prowadzi ceremonię otwarcia Igrzysk Invictus Games 2016 Orlando, Floryda

14 lipca 2015, książę Henryk, założyciel Invictus Games Foundation, ogłosił, że zawody Invictus Games w 2016 będą miały miejsce w dniach 8-12 maja 2016 roku w kompleksie sportowym ESPN Wide World w Orlando na Florydzie.
28 października 2015 r. książę Henryk i pierwsza dama USA Michelle Obama i druga dama Jill Biden otwarli igrzyska Invictus Games 2016 w Fort Belvoir.
Aby wprowadzić Invictus Games do USA, utworzono organizację Military Adaptive Sports Inc. (MASI), która pracowała nad sukcesami Invictus Games 2014 w Londynie.
Ken Fisher piastował urząd prezesa oraz dyrektora generalnego podczas zawodów Invictus Games 2016.
Ponownie zaproszono 14 państw biorących udział w igrzyskach w 2014 roku, dodatkowo zaproszona została również Jordania.

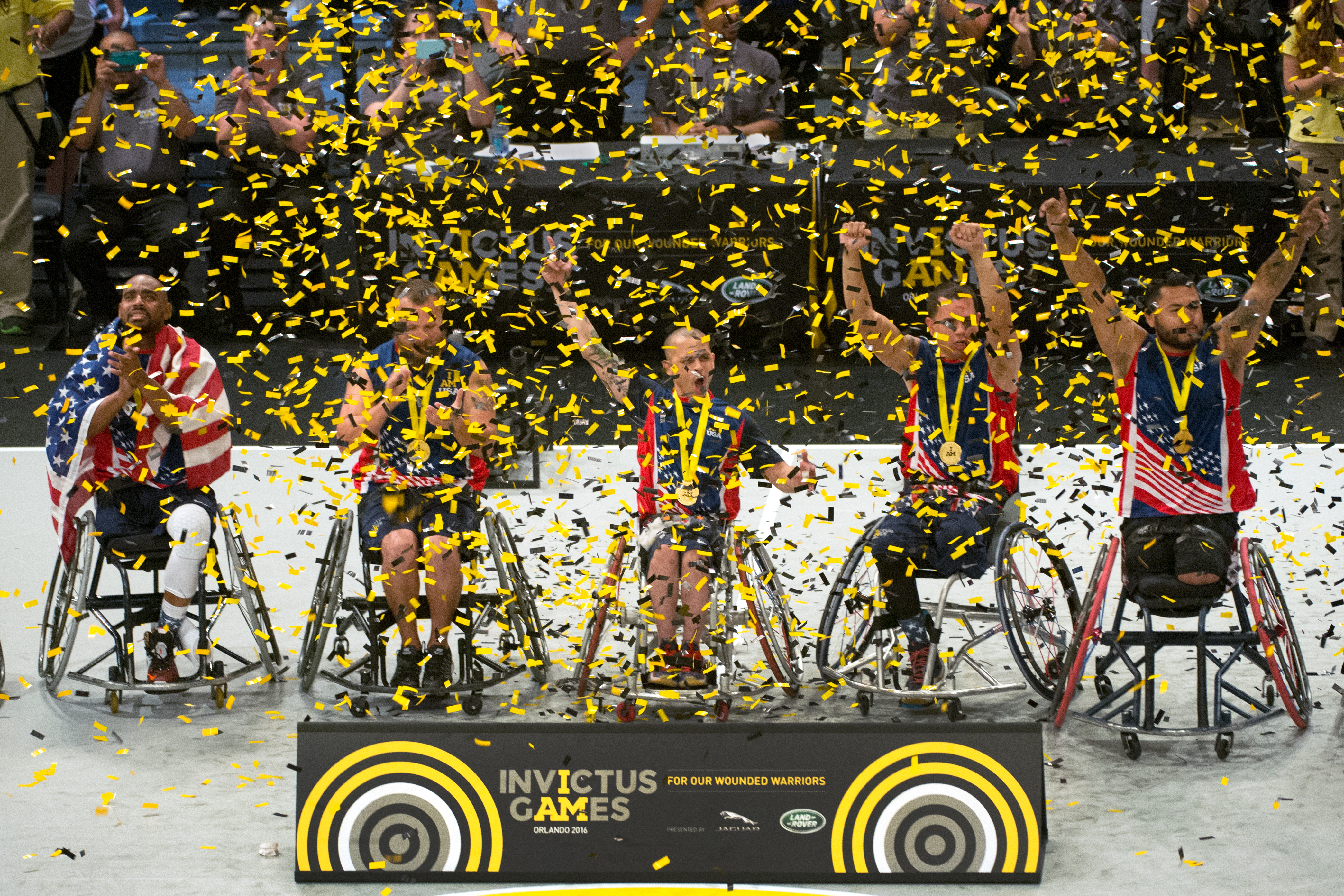
Amerykański zespół koszykarzy na wózkach Invictus świętujący zwycięstwo podczas Igrzysk Invictus Games 2016

### 2017 Invictus Games
W 2017 gospodarzem zawodów Invictus Games było Toronto. Impreza odbyła się we wrześniu podczas 150. rocznicy uchwalenia Konfederacji Kanady. Czerpiąc z doświadczenia zdobytego podczas organizowania Igrzysk panamerykańskich oraz olimpiad Parapan American i Pan American Games w 2015, organizatorzy zaplanowali zwiększyć liczbę sportowców i państw biorących udział oraz włączyć do programu rozgrywek nowe dyscypliny sportowe m.in. sporty zimowe.
W przeciwieństwie do poprzednich rozgrywek organizowanych w jednej lokalizacji edycja z 2017 przebiegła w kilku miejscach na obszarze Greater Toronto Area, która objęła 12 imprez sportowych oraz ceremonie otwarcia i zamknięcia. Rozgrywki odbyły się kolejno: ceremonia otwarcia i zamknięcia w kompleksie Scotiabank Arena, rozgrywki z łucznictwa na terenie Fort York – miejsca dziedzictwa historycznego Kanady, mecze tenisa na wózkach na Placu Nathana Phillipsa, zawody na ergonometrach wioślarskich, trójbój siłowy, siatkówka na siedząco, koszykówka i rugby na wózkach w Centrum Atletyki Mattamy’ego Uniwersytetu Ryersona, golf w Klubie Golfowym Świętego Jerzego; wyzwanie w zakresie prowadzenia samochodu Jaguar Land Rover w dzielnicy Distillery; wyścigi rowerowe w High Park, zawody pływackie, siatkówka na siedząco, koszykówka na wózkach w Centrum Sportowym Pan Am w Toronto, zawody z lekkoatletyki na stadionie York Lions.
Dyrektorem generalnym w 2017 był Michael Burns. Oficjalną maskotką rozgrywek był Vimy, Labrador. Zaproszono wszystkie 15 państw, które brały udział w zawodach w 2016, wraz z dwoma nowymi krajami, Rumunią i Ukrainą.
Zmagania promował m.in. premier Kanady Justin Trudeau. Podczas rozgrywek książę Henryk po raz pierwszy pokazał się publicznie z ówczesną narzeczoną Meghan Markle.

### 2018 Invictus Games
Zgłoszenia do organizacji igrzysk w 2018 roku zamknięto w grudniu 2015.
Przedstawiciele Złotego Wybrzeża w Australii zaoferowali wykorzystanie obiektów zbudowanych na Igrzyska Wspólnoty Narodów w 2018 roku. W listopadzie 2016 stolica Australii, Sydney została ogłoszona organizatorem Invictus Games. Do wzięcia udziału w igrzyskach zaproszono wszystkie 17 krajów uczestniczących w zawodach w 2017 roku oraz Polskę.

### 2023 Invictus Games

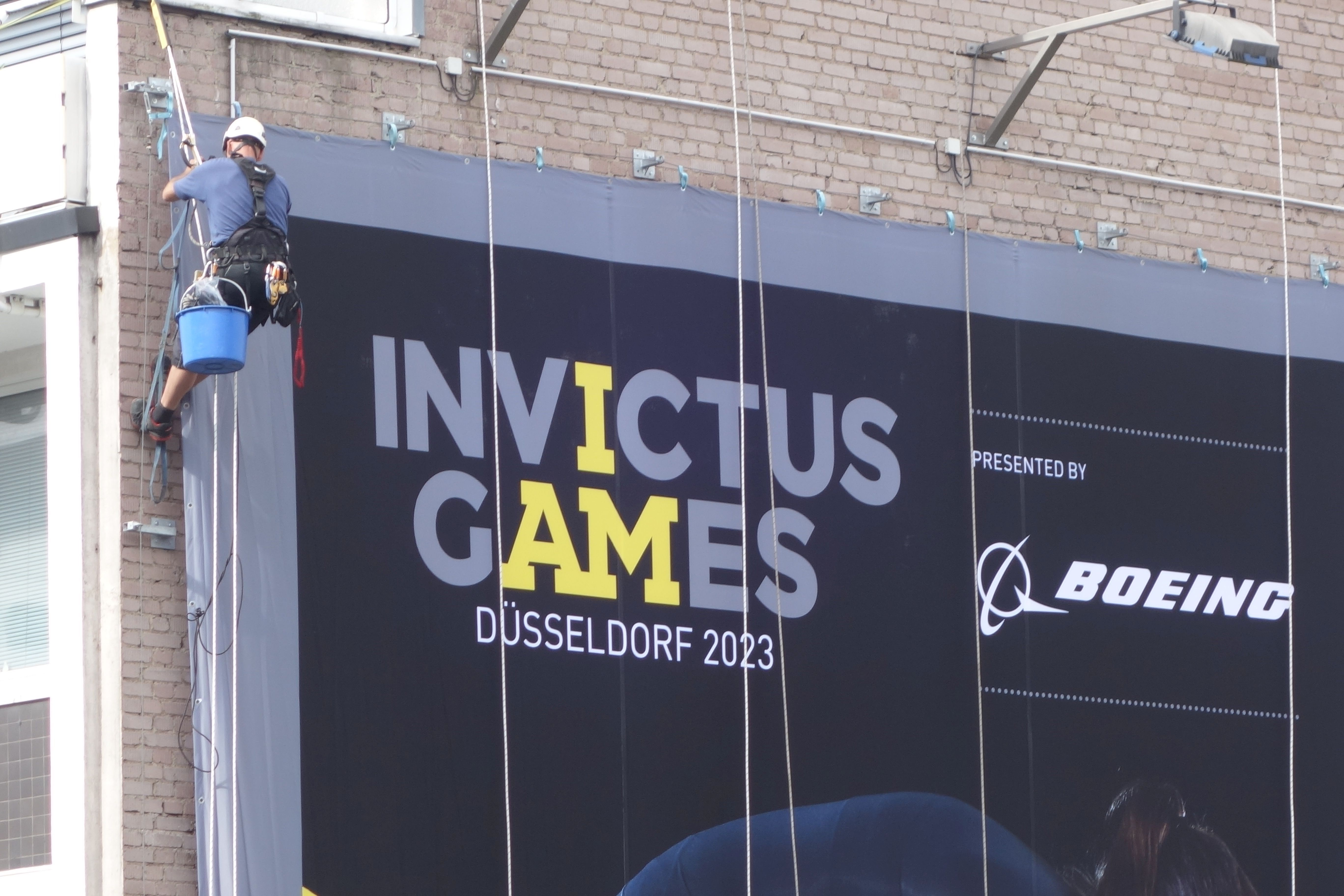
Plakat promujący Invictus Games 2023

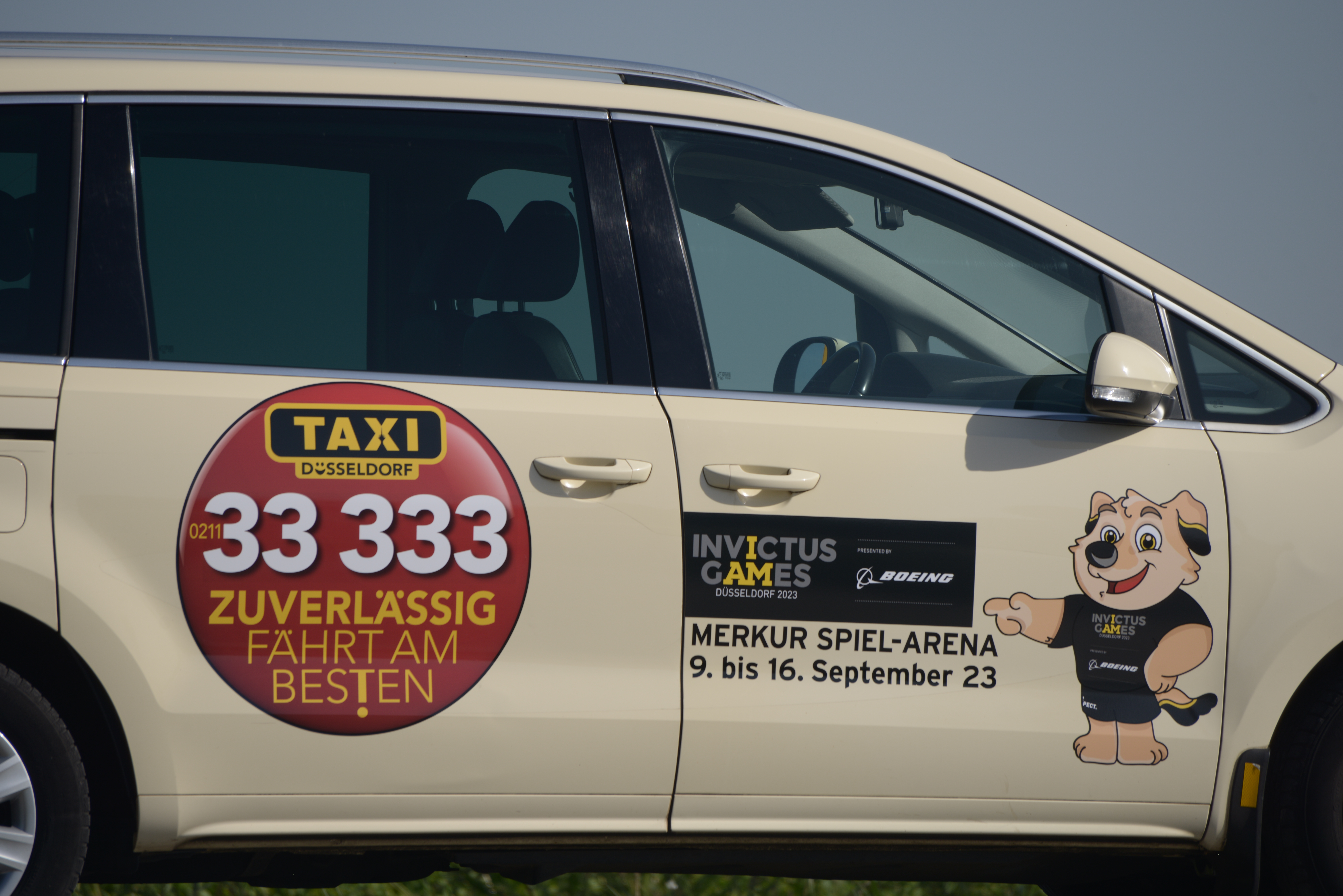
Taksówka ozdobiona logotypem Invictus Games 2023